# Mixiuhca (métro de Mexico)
Mixiuhca est une station de la Ligne 9 du métro de Mexico, située au sud-est et au nord-est de Mexico, dans la délégation Venustiano Carranza.

## La station
La station ouverte en 1987, est nommée d'après le village de La Magdalena Mixiuhca où il se trouve. Son icône représente une femme avec un enfant, le mot nahuatl Mixiuhca signifiant "lieu de naissance".